# トミー・モリソン
トミー・モリソン（Tommy Morrison、1969年1月2日 - 2013年9月1日）は、アメリカ合衆国出身の男性プロボクサー。元WBO世界ヘビー級王者。

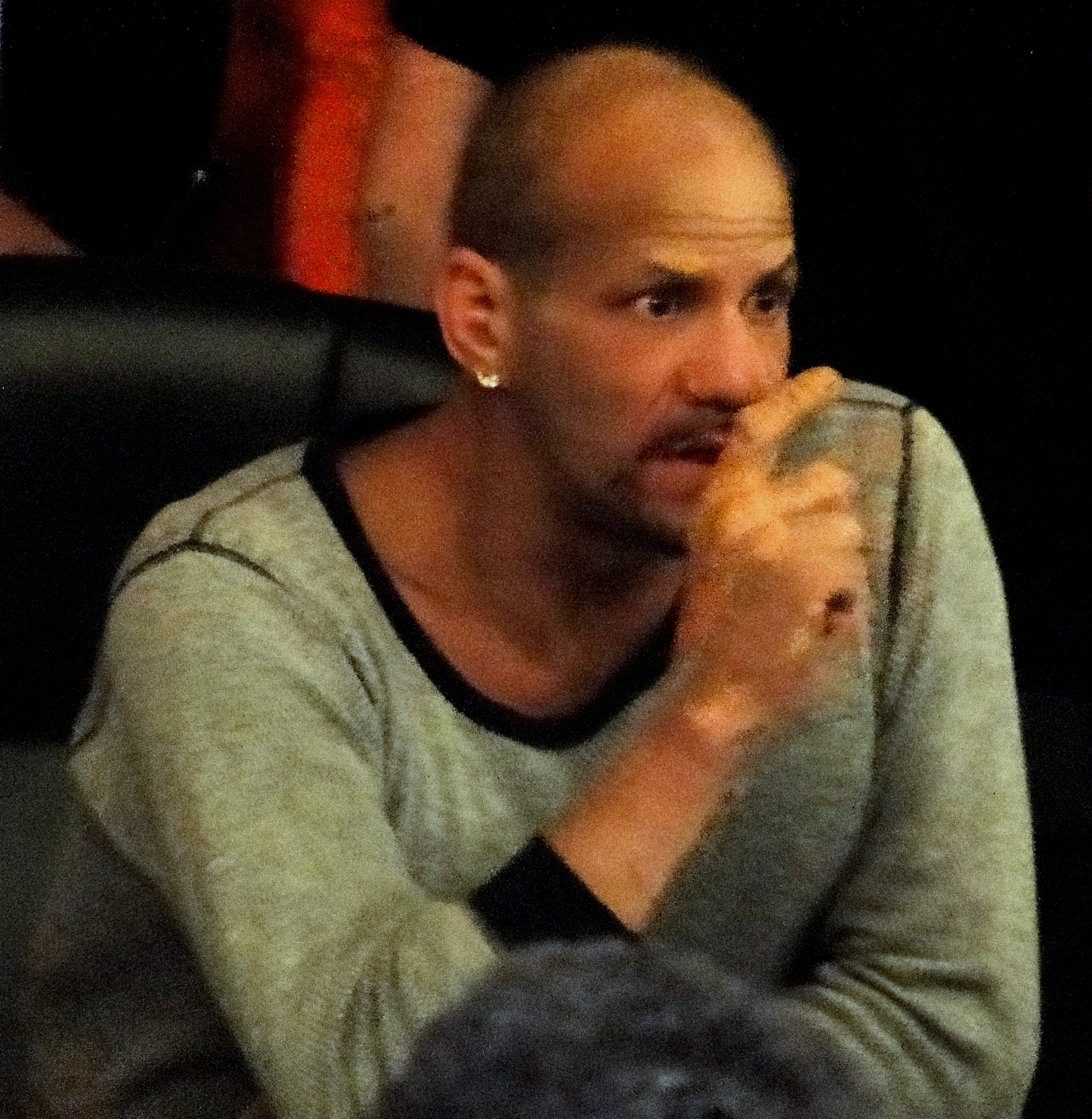
晩年のモリソン（2011年）

俳優ジョン・ウェインとの関係については甥や甥の息子であるなど諸説あるが、ジョン・ウェインの息子パトリック・ウェインは「彼がジョン・ウェイン家とほんとうに血縁関係にあるのかは知らないけど、彼がこれからも試合に勝ち続けるなら彼は確かに父の甥だよと言わなければならないだろうね」と冗談で答えている。「ロッキー5/最後のドラマ」にボクサー役として出演した。

## 来歴
荒れた家庭（兄弟は後に強姦罪で懲役15年、母親は殺人容疑で無罪判決を受けた過去がある）に生まれ父親に虐待されながら育つ、幼少期に両親が離婚、学校を辞め建築現場などで働いた。13歳でIDカードを偽造してタフマンコンテストに出場、2倍近い年齢、体格の大人たちと殴り合った。タフマンコンテストでは50勝1敗の戦績を残した。
その後、アマチュアボクシングへ転向、オリンピック国内予選決勝でレイ・マーサーに敗れプロへ転向した。アマチュアボクシングでは222勝20敗の戦績。
1988年11月10日、プロデビュー戦。初回KO勝ち。
その後28連勝（24KO）をマークし29戦目で世界挑戦となる。
1991年10月18日、アマチュア時代に1度敗れているWBOヘビー級王者レイ・マーサーに5回TKOで敗れる。
1993年6月7日、ジョージ・フォアマンに12R判定で勝利し、WBO世界ヘビー級タイトルを獲得。同年10月29日、2度目の防衛戦でマイケル・ベントに初回TKO負けを喫し、番狂わせで同王座を失った。
1995年6月10日、ドノバン・ラドックに6RTKOで勝利し、IBCヘビー級タイトルを獲得。
1995年10月7日、レノックス・ルイスに6回TKOで敗れる。
1996年、最初の結婚をし、子どもをもうけているが、2月10日、アーサー・ウェザーズとの試合の数時間前に健康検査でHIVの陽性反応を示したことが判明して試合中止となる。これによりマイク・タイソン戦を含む3試合を3800万ドルで締結していた契約も取り消しとなる。後に、HIVへの苦悩をきっかけとする薬物依存や、近しい人間から「破滅的」とまで言われる生活態度がもとで離婚している。
1996年11月3日、HIVに関する規定が無かった日本でマーカス・ロードと対戦、1回TKO勝ちを収めた。
2007年2月22日、アリゾナ州で血液検査を受け合格し、ウェストバージニア州でボクサーライセンスの交付を受け10年3か月ぶりにボクシングに復帰を果たす。ウェストバージニア州チェスターで行われた4回戦でジョン・キャッスルと対戦し、2RTKOで勝利を収めた。
ウェストバージニア州の時と同じようにアリゾナ州で血液検査を受け、テキサス州でボクサーライセンスの交付申請書類を提出するが、テキサス州アスレチックコミッションは指定の施設で再度血液検査を行うよう指示、しかしモリソンは指定された施設で血液検査を受けること無く交付申請を取り下げた。後にモリソンの元マネージャーが2007年にアリゾナ州で行った血液検査は不正なもので2007年1月にHIVが検出されていたと暴露している。
2007年6月9日、アリゾナ州のアスレチックコミッション管轄外の地区で開催されたWFCで総合格闘技デビュー。ほぼキックボクシングルールとなる変則ルールでジョン・ストゥーバーと対戦し、TKO勝ちした。
2008年2月9日、血液検査の必要がないメキシコでボクシングの試合を行い、3回TKO勝ちを収めた。
2011年2月、モントリオールで試合を行おうと試みるがアスレチックコミッションにコミッションの認定機関で検査を受けるよう要求されると試合をキャンセルした。
2011年、体格を格好良く強く見せるために胸筋の移植手術を受けていたが移植部分が感染症にかかり摘出手術を受ける。
2013年8月23日、母親がモリソンはエイズの末期にあり、話すことが出来ず1年間寝たきりで既に肝臓が機能停止しており人工呼吸器の助けを借りてかろうじて生きながらえている状態であることを公表。他方、2年前にモリソンが再婚した妻は一貫してモリソンがエイズであることを否定しておりギランバレー症候群であるとしていた。2018年4月にESPNで制作・放送されたモリソンのドキュメンタリーにおいて、モリソンが晩年「エイズの存在は医学界・製薬会社の流布した虚偽である」と主張するエイズ陰謀論に傾倒し一切の治療を辞め、その過程で考えを同じくする夫人と出会ったと報道された。
2013年9月1日、ネブラスカ州オマハの病院で死亡。44歳。
試合が決定するまでは節制を一切せず、独身時代から最初の結婚・HIV感染発覚に至るまでは「数など数えられない」と自称する程派手な女性関係で知られた（HIV感染を公表する会見で「私と近年もしくは近日中に関係を持った女性は、どうか検査を受けて欲しい」と呼びかけた程だった）が、最初の妻との間に遺した2人の息子であるテリー・モリソンとその弟ジェイムズ・マッケンジー・モリソンは父をリスペクトしており、いずれもプロボクサーになっている。

## 逮捕歴
1996年10月、武器輸送で逮捕、6ヶ月の執行猶予判決が下される。
1997年3月20日、飲酒運転で逮捕、有罪判決を受ける。
1999年9月、別の飲酒運転で2年の執行猶予判決が下される。
1999年9月16日、警官が蛇行運転をしてたモリソンの車を停止させ、車内を取り調べたところ薬物と銃器が見つかり逮捕される。
1999年11月、飲酒運転と武器の携帯で逮捕される。
2000年1月14日、懲役2年の有罪判決が下され、14ヶ月間服役する。
2002年、仮釈放中に犯罪を犯し再び1年間刑務所で過ごす。
2010年3月、マリファナ所持で逮捕される。
2011年9月、現役中に1000万ドル以上稼いでいたと言われていたがこの時までにほぼ無一文となっており、裁判用の財政宣誓供述書に家も車も所有していないと記入している。

## 獲得タイトル
- WBO世界ヘビー級王者
- IBCヘビー級王者